# Lijst van Belgische ministers van Ambtenarenzaken
Dit is een lijst van Belgische ministers en staatssecretarissen van Ambtenarenzaken.

## Lijst
|  | Minister | Minister                              | Partij | Partij          | Begin            | Einde            | Titel en bevoegdheid                                                                         | Regering(en)                      |
|  | -------- | ------------------------------------- | ------ | --------------- | ---------------- | ---------------- | -------------------------------------------------------------------------------------------- | --------------------------------- |
|  |          | Jules Joseph Merlot (1886-1959)       |        | PSB-BSP         | 27 november 1948 | 11 augustus 1949 | Minister van het Algemeen Bestuur                                                            | Spaak IV                          |
|  |          |                                       |        |                 |                  |                  |                                                                                              |                                   |
|  |          | Albert Lilar (1900-1976)              |        | Liberale Partij | 6 november 1958  | 3 september 1960 | Lid van de Ministerraad belast met het Algemeen Bestuur en van de Administratieve Hervorming | G. Eyskens III                    |
|  |          | Pierre Harmel (1911-2009)             |        | PSC-CVP         | 3 september 1960 | 25 april 1961    | Minister van Openbaar Ambt                                                                   | G. Eyskens III                    |
|  |          | Arthur Gilson (1915-2004)             |        | PSC-CVP         | 25 april 1961    | 28 juli 1965     | Minister van Openbaar Ambt                                                                   | Lefèvre I                         |
|  |          | André Van Cauwenberghe (1913-1994)    |        | PSB-BSP         | 28 juli 1965     | 19 maart 1966    | Minister-Staatssecretaris, adjunct bij de Eerste Minister voor het Openbaar Ambt             | Harmel I                          |
|  |          | Jan Piers (1920-1998)                 |        | CVP-PSC         | 19 maart 1966    | 17 juni 1968     | Minister-staatssecretaris voor het Openbaar Ambt                                             | Vanden Boeynants I                |
|  |          | René Pêtre (1911-1976)                |        | PSC-CVP         | 17 juni 1968     | 21 januari 1972  | Minister van Openbaar Ambt                                                                   | G. Eyskens IV                     |
|  |          | Léon Remacle (1921-2002)              |        | PSC             | 21 januari 1972  | 26 januari 1973  | Staatssecretaris voor Openbaar Ambt                                                          | G. Eyskens V                      |
|  |          | Placide De Paepe (1913-1989)          |        | CVP             | 26 januari 1973  | 25 april 1974    | Staatssecretaris voor Openbaar Ambt                                                          | Leburton I                        |
|  |          | Louis Olivier (1923-2015)             |        | PLP             | 26 januari 1973  | 25 april 1974    | Staatssecretaris voor Administratieve Hervormingen                                           | Leburton I                        |
|  |          | Jef Ramaekers (1923-2004)             |        | BSP-PSB         | 26 januari 1973  | 23 oktober 1973  | Staatssecretaris voor Administratieve Hervormingen                                           | Leburton I                        |
|  |          | Elie Van Bogaert (1919-1993)          |        | BSP-PSB         | 23 oktober 1973  | 25 april 1974    | Staatssecretaris voor Administratieve Hervormingen                                           | Leburton I                        |
|  |          | Louis D'haeseleer (1911-1988)         |        | PVV             | 25 april 1974    | 16 oktober 1976  | Staatssecretaris voor Openbaar Ambt                                                          | Tindemans I, II                   |
|  |          | André Kempinaire (1929-2012)          |        | PVV             | 16 oktober 1976  | 8 december 1976  | Staatssecretaris voor Openbaar Ambt                                                          | Tindemans II                      |
|  |          | André Kempinaire (1929-2012)          |        | PVV             | 8 december 1976  | 3 juni 1977      | Minister van Openbaar Ambt                                                                   | Tindemans II, III                 |
|  |          | Léon Hurez (1924-2004)                |        | PSB-BSP         | 3 juni 1977      | 3 april 1979     | Minister van Openbaar Ambt                                                                   | Tindemans IV, Vanden Boeynants II |
|  |          | Willy Calewaert (1916-1993)           |        | BSP             | 3 april 1979     | 18 mei 1980      | Minister van Openbaar Ambt                                                                   | Martens I, II                     |
|  |          | Elie Deworme (1932)                   |        | PS              | 18 mei 1980      | 22 oktober 1980  | Minister van Openbaar Ambt                                                                   | Martens III                       |
|  |          | Philippe Maystadt (1948-2017)         |        | PSC             | 22 oktober 1980  | 17 december 1981 | Minister van Openbaar Ambt                                                                   | Martens IV, M. Eyskens            |
|  |          | Charles-Ferdinand Nothomb (1936-2023) |        | PSC             | 17 december 1981 | 18 oktober 1986  | Minister van Openbaar Ambt                                                                   | Martens V, VI                     |
|  |          | Louis Waltniel (1925-2001)            |        | PVV             | 17 december 1981 | 28 november 1985 | Staatssecretaris voor Openbaar Ambt                                                          | Martens V                         |
|  |          | Louis Bril (1939)                     |        | PVV             | 28 november 1985 | 9 mei 1988       | Staatssecretaris voor Openbaar Ambt                                                          | Martens VI, VII                   |
|  |          | Guy Lutgen (1936-2020)                |        | PSC             | 28 november 1985 | 3 februari 1988  | Staatssecretaris voor Modernisering en Informatisering van de Openbare Diensten              | Martens VI, VII                   |
|  |          | Joseph Michel (1925-2016)             |        | PSC             | 18 oktober 1986  | 9 mei 1988       | Minister van Openbaar Ambt                                                                   | Martens VI, VII                   |
|  |          | Wilfried Martens (1936-2013)          |        | CVP             | 3 februari 1988  | 9 mei 1988       | Eerste Minister, belast met de Modernisering en Informatisering van de Openbare Diensten     | Martens VII                       |
|  |          | Michel Hansenne (1940)                |        | PSC             | 9 mei 1988       | 2 maart 1989     | Minister van Openbaar Ambt                                                                   | Martens VIII                      |
|  |          | Louis Tobback (1938)                  |        | SP              | 9 mei 1988       | 7 maart 1992     | Minister van de Modernisering van de Openbare Diensten                                       | Martens VIII, IX                  |
|  |          | Raymond Langendries (1943)            |        | PSC             | 2 maart 1989     | 7 maart 1992     | Minister van Openbaar Ambt                                                                   | Martens VIII, IX                  |
|  |          | Louis Tobback (1938)                  |        | SP              | 7 maart 1992     | 10 oktober 1994  | Minister van Ambtenarenzaken                                                                 | Dehaene I                         |
|  |          | Johan Vande Lanotte (1955)            |        | SP              | 10 oktober 1994  | 23 juni 1995     | Minister van Ambtenarenzaken                                                                 | Dehaene I                         |
|  |          | André Flahaut (1955)                  |        | PS              | 23 juni 1995     | 12 juli 1999     | Minister van Ambtenarenzaken                                                                 | Dehaene II                        |
|  |          | Luc Van den Bossche (1947)            |        | SP              | 12 juli 1999     | 12 juli 2003     | Minister van Ambtenarenzaken en Modernisering van de Openbare Besturen                       | Verhofstadt I                     |
|  |          | Marie Arena (1966)                    |        | PS              | 12 juli 2003     | 18 juli 2004     | Minister van Ambtenarenzaken                                                                 | Verhofstadt II                    |
|  |          | Christian Dupont (1947)               |        | PS              | 18 juli 2004     | 21 december 2007 | Minister van Ambtenarenzaken                                                                 | Verhofstadt II                    |
|  |          | Inge Vervotte (1977)                  |        | CD&V            | 21 december 2007 | 30 december 2008 | Minister van Ambtenarenzaken                                                                 | Verhofstadt III, Leterme I        |
|  |          | Steven Vanackere (1964)               |        | CD&V            | 30 december 2008 | 25 november 2009 | Minister van Ambtenarenzaken                                                                 | Van Rompuy I                      |
|  |          | Inge Vervotte (1977)                  |        | CD&V            | 25 november 2009 | 6 december 2011  | Minister van Ambtenarenzaken                                                                 | Leterme II                        |
|  |          | Hendrik Bogaert (1968)                |        | CD&V            | 6 december 2011  | 11 oktober 2014  | Staatssecretaris van Ambtenarenzaken en Modernisering van de Openbare Diensten               | Di Rupo I                         |
|  |          | Steven Vanackere (1964)               |        | CD&V            | 6 december 2011  | 5 maart 2013     | Minister belast met Ambtenarenzaken                                                          | Di Rupo I                         |
|  |          | Koen Geens (1958)                     |        | CD&V            | 5 maart 2013     | 11 oktober 2014  | Minister belast met Ambtenarenzaken                                                          | Di Rupo I                         |
|  |          | Steven Vandeput (1967)                |        | N-VA            | 11 oktober 2014  | 12 november 2018 | Minister belast met Ambtenarenzaken                                                          | Michel I                          |
|  |          | Sander Loones (1979)                  |        | N-VA            | 12 november 2018 | 9 december 2018  | Minister belast met Ambtenarenzaken                                                          | Michel I                          |
|  |          | Sophie Wilmès (1975)                  |        | MR              | 9 december 2018  | 27 oktober 2019  | Minister van Ambtenarenzaken                                                                 | Michel II                         |
|  |          | David Clarinval (1976)                |        | MR              | 27 oktober 2019  | 1 oktober 2020   | Minister van Ambtenarenzaken                                                                 | Wilmès I, II                      |
|  |          | Petra De Sutter (1963)                |        | Groen           | 1 oktober 2020   | 3 februari 2025  | Minister van Ambtenarenzaken                                                                 | De Croo I                         |
|  |          | Vanessa Matz (1973)                   |        | Les Engagés     | 3 februari 2025  | heden            | Minister van Ambtenarenzaken                                                                 | De Wever I                        |